# Лі Цзі (плавчиня)
Лі Цзі (9 липня 1986) — китайська плавчиня.
Бронзова медалістка Олімпійських Ігор 2004 року.